# Caesiumnitrat
Caesiumnitrat ist eine chemische Verbindung aus der Gruppe der Nitrate, es ist das Caesiumsalz der Salpetersäure.

## Gewinnung und Darstellung
Caesiumnitrat kann durch Reaktion von Caesiumcarbonat mit Salpetersäure gewonnen werden.
{\displaystyle \mathrm {Cs_{2}CO_{3}+2\ HNO_{3}\longrightarrow 2\ CsNO_{3}+2\ CO_{2}\uparrow +\ H_{2}O} }

## Eigenschaften

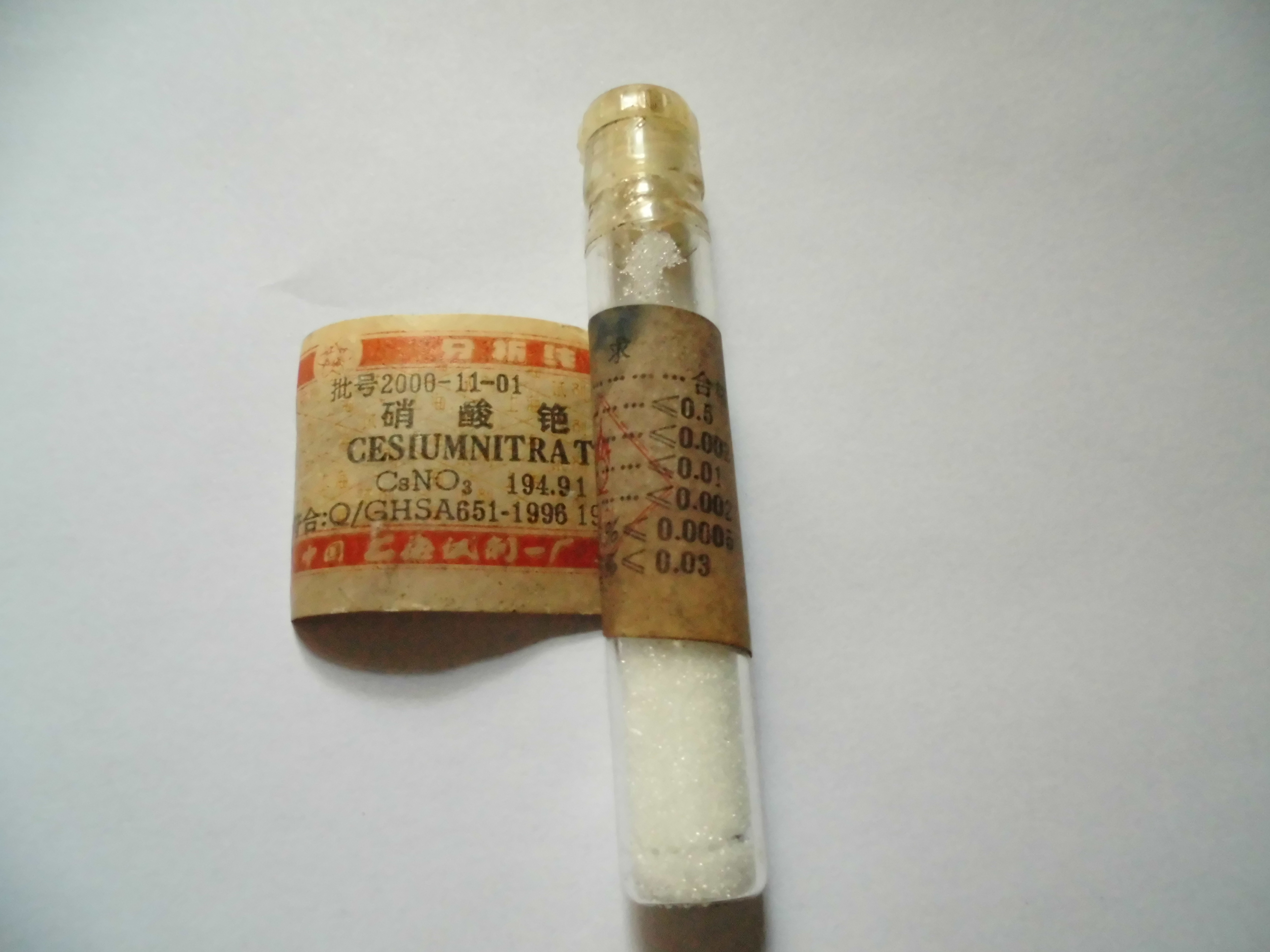
Caesiumnitrat

Wie auch andere Alkalimetall-nitrate zersetzt sich Caesiumnitrat bei Erhitzung und bildet Caesiumnitrit:
{\displaystyle \mathrm {2\ CsNO_{3}\rightarrow 2\ CsNO_{2}+O_{2}} }
Caesium bildet außer Caesiumnitrat ebenfalls zwei ungewöhnliche Nitrate, deren Struktur als CsNO3·HNO3 und CsNO3·2HNO3 (Schmelztemperatur 100 °C und 36–38 °C) beschrieben werden kann.
Caesiumnitrat besitzt eine trigonale Kristallstruktur mit der Raumgruppe P31 (Raumgruppen-Nr. 144) (Phase II). Es sind jedoch bei höheren Temperaturen und Drücken noch weitere Kristallstrukturen bekannt. Zusätzlich ist noch eine weitere monokline Kristallstruktur mit der Raumgruppe P21/c (Raumgruppen-Nr. 14) bei niedrigen Temperaturen bekannt.

## Verwendung
Caesiumnitrat wird in großem Umfang in militärischer Pyrotechnik verwendet, und zwar in NIR-Leuchtmunition und Infrarottarnnebeln. Während die Verwendung in NIR-Leuchtsätzen auf den intensiven Emissionslinien des Elements bei 852, 1359 und 1469 nm beruht, basiert der Einsatz in Tarnnebeln auf der leichten Ionisierbarkeit des Elements. Die beim Abbrand der pyrotechnischen Wirkmassen in der Flamme gebildeten Caesium-Ionen wirken als Kondensationskeime und verstärken daher die für die Strahlungsabsorption wichtige Aerosolausbeute.
Es wird auch zur Herstellung von Caesiumnitratocuprat verwendet.